# Nandamuri Harikrishna
Nandamuri Harikrishna (Nimmakuru, 2 september 1956 - Narketpally, 29 augustus 2018), was een Indiaas acteur en politicus die met name in de Telugu filmindustrie actief was.

## Biografie
Harikrishna begon zijn acteercarrière als kind in Sri Krishnavataram (1967). Na Daana Veera Shura Karna (1977) startte hij een carrière in de politiek en keerde terug in films in 1999 met Seetharama Raju. Hij speelde na zijn terugkeer voornamelijk karakterrollen. Hij was voor het laatst te zien in Sravanamasam (2005).
Op 29 augustus 2018 kwam Harikrishna om door een auto-ongeluk. Hij was de zoon van acteur en voormalig Chief minister van Andhra Pradesh N.T. Rama Rao met wie hij samen te zien was in Thalla? Pellama? (1970) en Tatamma Kala (1974). En de vader van acteurs N.T. Rama Rao Jr. en Nandamuri Kalyan Ram.

## Filmografie
| Jaar | Film                      | Rol                 | Opmerking     |
| ---- | ------------------------- | ------------------- | ------------- |
| 1967 | Sri Krishnavataram        | Krishna             | als kind      |
| 1970 | Thalla? Pellama?          |                     | als kind      |
| 1974 | Tatamma Kala              | Venkatesam          |               |
| 1974 | Ram Raheem                | Raheem              |               |
| 1977 | Daana Veera Soora Karna   | Arjuna              | ook producent |
| 1999 | Seetharama Raju           | Seetayya            |               |
| 1999 | Sri Ramulayya             |                     | gastoptreden  |
| 2002 | Lahiri Lahiri Lahirilo    | Krishnama Naidu     |               |
| 2002 | Siva Rama Raju            | Ananda Bhupati Raju | gastoptreden  |
| 2003 | Seetayya                  | Seetayya            |               |
| 2003 | Tiger Harischandra Prasad | Harischandra Prasad |               |
| 2004 | Swamy                     | Swamy               |               |
| 2005 | Sravanamasam              | Trimurtulu          |               |